# Les Planches-près-Arbois
Les Planches-près-Arbois é uma comuna francesa na região administrativa de Borgonha-Franco-Condado, no departamento de Jura. Estende-se por uma área de 1,39 km². Em 2010 a comuna tinha 92 habitantes (densidade: 66,2 hab./km²).